# Chlum-Korouhvice
Chlum-Korouhvice település Csehországban, a Žďár nad Sázavou-i járásban. Chlum-Korouhvice Rovečné, Věstín, Vír, Sulkovec és Dalečín településekkel határos. Lakosainak száma 38 fő (2024. január 1.).

## Népesség
A település lakosságának változását az alábbi diagram mutatja:
| Lakosok száma | 252  | 233  | 210  | 157  | 62   | 50   | 46   | 42   | 39   | 38   |
|               | 1869 | 1890 | 1921 | 1950 | 1980 | 2001 | 2017 | 2019 | 2022 | 2024 |